# GP Sven Nys 2005
De 6e editie van de cyclocross GP Sven Nys op de Balenberg in Baal werd gehouden op 1 januari 2005. De wedstrijd maakte deel uit van de GvA Trofee veldrijden 2004-2005. Sven Nys won de wedstrijd voor de derde keer op rij en de tot dan toe vijfde keer.  

## Mannen elite

### Uitslag
| Plaats | Naam                | Ploeg                     | Tijd     |
| ------ | ------------------- | ------------------------- | -------- |
| 1      | Sven Nys            | Rabobank                  | 1u04'00" |
| 2      | Bart Wellens        | Fidea Cycling Team        | + 24"    |
| 3      | Sven Vanthourenhout | Rabobank Continental Team | + 35"    |
| 4      | Ben Berden          | Saey-Deschacht            | + 1'32"  |
| 5      | Lars Boom           | Rabobank Continental Team | + 1'39"  |
| 6      | Erwin Vervecken     | Fidea Cycling Team        | + 1'52"  |
| 7      | Wilant van Gils     | Rietveld WTC wielerteam   | + 2'01"  |
| 8      | Bart Aernouts       | Rabobank Continental Team | + 2'06"  |
| 9      | Jan Verstraeten     | Saey-Deschacht            | + 2'10"  |
| 10     | Peter Van Santvliet | Fidea Cycling Team        | + 2'53"  |